# Michel Gibrant García
Michel Gibrant García (27 de agosto de 1986, México, D.F. México) es un exfutbolista mexicano. 

## Trayectoria
| Club    | País   | Año       | Partidos | Goles |
| ------- | ------ | --------- | -------- | ----- |
| América | México | 2009-2012 | 2        | 0     |
| Necaxa  | México | 2012-     | 38       | 4     |